# İnebolu (district)
İnebolu is een Turks district in de provincie Kastamonu en telt 23.098 inwoners (2011). Het district heeft een oppervlakte van 301,7 km². Hoofdplaats is İnebolu.
De bevolkingsontwikkeling van het district is weergegeven in onderstaande tabel.
| 1997   | 2000   | 2007   | 2011   |
| ------ | ------ | ------ | ------ |
| 27.651 | 26.848 | 24.699 | 23.098 |